# Rennellwaaierstaart
De Rennellwaaierstaart (Rhipidura rennelliana) is een zangvogel uit de familie Rhipiduridae (waaierstaarten).

## Verspreiding en leefgebied
Deze soort is endemisch op het eiland Rennell in de Salomonseilanden.

## Status
De grootte van de populatie is niet gekwantificeerd maar de soort wordt omschreven als zeer algemeen in zijn kleine verspreidingsgebied. Op de Rode lijst van de IUCN heeft deze soort de status niet bedreigd.